# Lieven (Adelsgeschlecht)

Stammwappen derer von Lieven

Die Freiherren, Barone, Grafen und Fürsten Lieven, in Schweden auch Liewen, zählen zu den ältesten, namhaftesten und einflussreichsten Geschlechtern des nordeuropäischen Uradels. Zweige des Geschlechts bestehen bis heute fort.

## Geschichte
Das Haus Lieven führt seine Herkunft auf Kaupo von Turaida zurück, den livischen quasi rex, der in der Zeit der Christianisierung des Baltikums durch Bischof Meinhard von Segeberg im Jahr 1186 zum Christentum übertrat. Er begleitete Albert von Buxhoeveden, den Bischof von Riga, 1203–1204 nach Rom, wo er mit Papst Innozenz III. bekannt gemacht wurde. Kaupos Enkel Nicholas nannte sich als erster Lieven. Mit Gerardus Livo, Lehnsnehmer des Bischofs von Riga, der am 25. April 1269 urkundlich genannt wurde, soll nach Elgenstierna auch die durchgängige Stammreihe beginnen, das Adelslexikon lässt die gesicherte Stammreihe hingegen erst mit Johann Live (⚔ 1501) beginnen.

### Stamm Bersen
Der Stamm Bersen leitet sich von dem gleichnamigen Stammgut Bersen in Kurland (heute: Līvbērze in Lettland) ab. Angehörige sind insbesondere in Russland zu höchstem Ansehen und Ehren aufgestiegen.
Heinrich Live, Erbherr auf Bersen und Abgulden, wurde 1631 bei der 1. Klasse der Kurländischen Ritterschaft immatrikuliert. Freiherr Georg Philipp von Lieven (* 1771; † 1847), Erbherr auf Bersen, wurde 1801 in den Reichsgrafenstand gehoben. Die Nobilitierung war verbunden mit einer Wappenbesserung und der Anrede Hoch- und Wohlgeboren. Er hinterließ keine männlichen Nachkommen. Seiner Mutter ließ er von Carl Friedrich Zelter ein selbstverfasstes Stück vertonen.
In den Jahren 1853, 1862 und 1863 erfolgte die russische Anerkennung der Berechtigung zur Führung des Baronstitels durch Senatsukas für die gesamte Linie Dünhof. 1862 immatrikulierte sich die Linie bei der Livländischen Ritterschaft (Nr. 351). Baron Wilhelm Heinrich von Lieven (* 1800; † 1880), russischer General der Infanterie und Generalgouverneur von Liv-, Kur- und Estland, erhielt am 27. September 1865 mit seiner Deszendenz das Oeselsche Indigenat (Nr. 376). Die Familie ist dennoch auf Ösel nicht besitzlich gewesen.

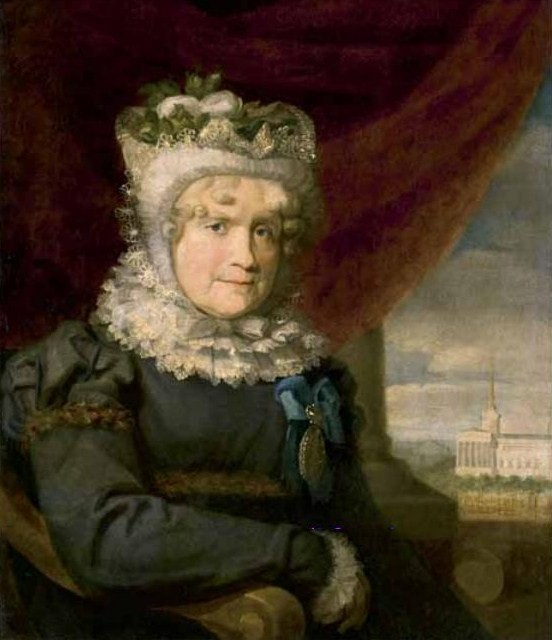
Fürstin Charlotte von Lieven (* 1742; † 1828)

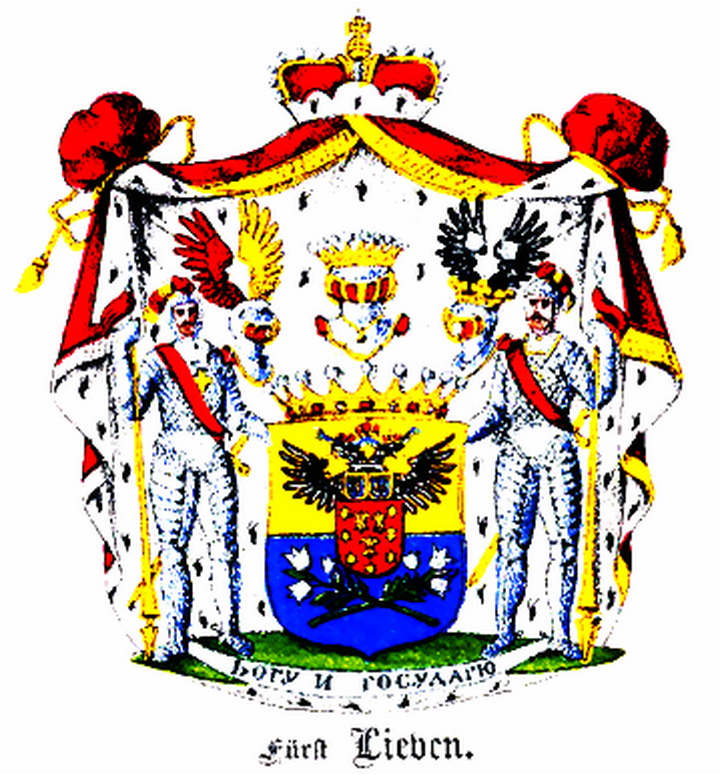
Wappen der Fürsten Lieven (1826) mit Wahlspruch „Für Gott und den Kaiser“.

Aus der Linie Gruschen erfuhr die Witwe des russischen Generalmajors Baron Otto Heinrich Andreas von Lieven (* 1726; † 1781), Charlotte Margarete von Lieven, geborene Freiin Gaugreben (* 1742; † 1828), in Anerkennung ihrer Verdienste als Staatsdame und Oberhofmeisterin für sich und ihre Deszendenten im Jahre 1799 die Erhebung in den russischen Grafenstand, verbunden mit einer Wappenbesserung und der Anrede Erlaucht. Ihr war seit 1783 von Zar Paul I. die Erziehung seiner Töchter und jüngeren Söhne Nikolaus und Michael anvertraut. Als ihr Schüler Nikolaus 1826 Zar wurde, erhielt die mittlerweile 84-jährige die Erhebung in den russischen Fürstenstand. Verbunden war diese Ernennung wiederum mit einer Wappenbesserung sowie der Anrede „Durchlaucht“. Dieser Titel wurde 1827 erblich und ging auf ihre Nachkommen über, von denen besonders folgende zu erwähnen sind:
- Fürst Carl Christoph von Lieven (* 1767; † 1844) begann seine Laufbahn als persönlicher Adjutant von Potemkin, befehligte die Garnison Archangelsk unter Paul I. und beendete seine Karriere als russischer Bildungsminister (1828–1833).
- Fürst Alexander Karlowitsch Lieven (* 1801; † 1880), Sohn von Carl Christoph von Lieven, war General und diente zwischen 1844 und 1853 als Gouverneur von Taganrog.
- Fürst Andrei Alexandrowitsch Lieven (* 1839; † 1913), war Senator und Minister für Staatsbesitz 1877–1881.
- Fürst Christoph Heinrich von Lieven (* 1774; † 1838) begleitete Zar Alexander I. während der Schlacht von Austerlitz und bei der Unterzeichnung des Frieden von Tilsit. 1809 wurde er entsandt, als Vertreter Russlands beim preußischen Hof zu wirken. 1812 während der Napoleonischen Kriege wurde er als Bevollmächtigter an den englischen Hof am St James’s Palace geschickt, eine Stellung, die er 22 Jahre lang behielt. Von seiner glamourösen Frau Dorothea von Lieven (* 1785; † 1857) etwas in den Schatten gestellt, nahm Fürst Lieven am Wiener Kongress teil und starb in Rom, wohin er den künftigen Zaren Alexander II. auf seiner Grand Tour begleitete.

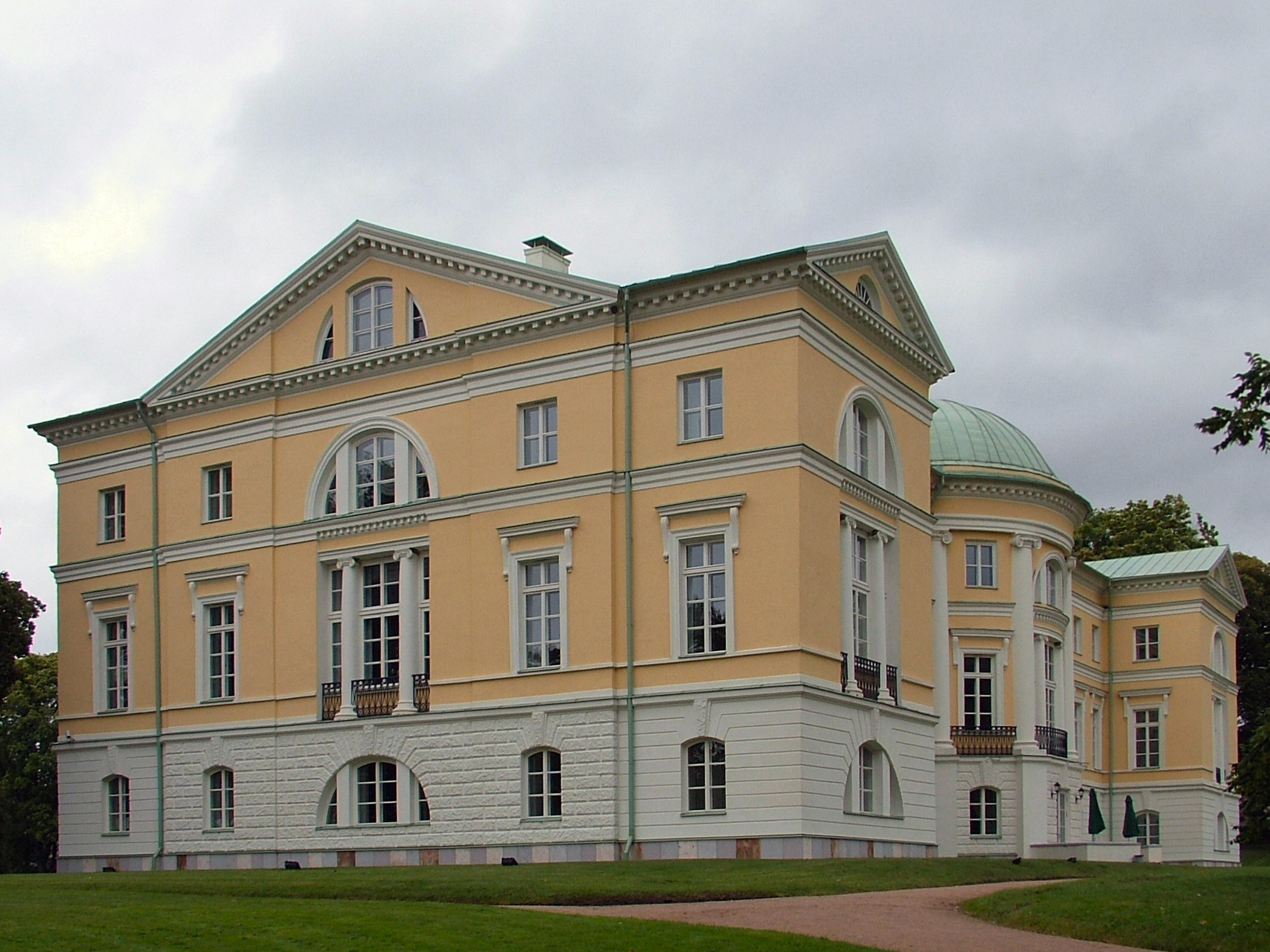
Schloss Mesothen, Lettland, 1802 für Gräfin Charlotte Lieven erbaut (1921 enteignet)
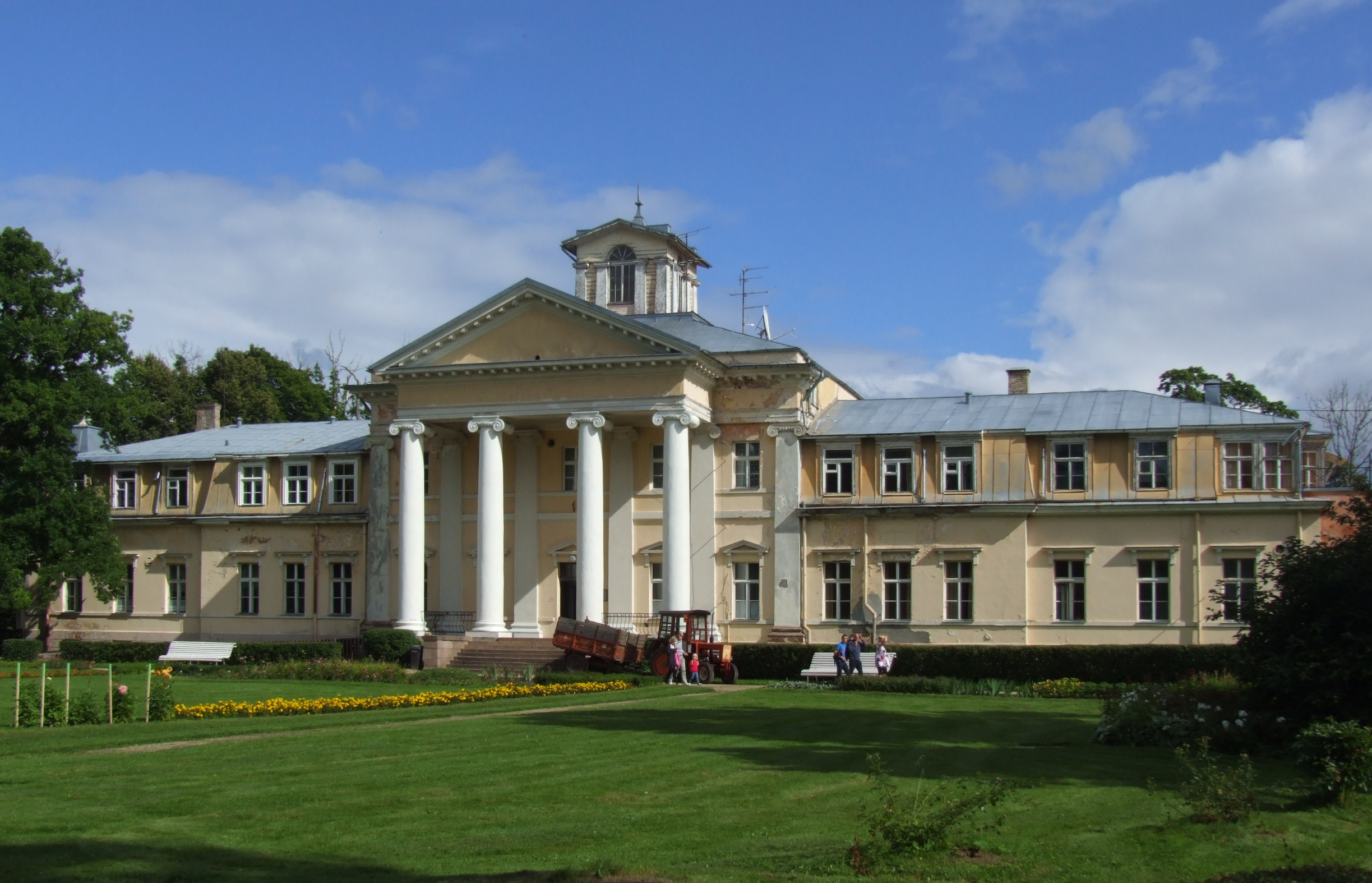
Schloss Krimulda, Lettland, 1820 für Fürst Paul von Lieven erbaut (1920 enteignet)

### Stamm Liivi
Angehörige dieses Stammes, benannt nach dem Stammgut Liivi in Estland, konnten sich vor allem in Schweden im Staats- und Militärdienst hervortuen.
Reinhold Lieven (* 1621; † 1665), schwedischer Oberst, Gouverneur von Oesel, Kommandant des Schlosses Arensburg und Erbherr auf Eksjö in Schweden sowie Kurrisal und Weißenfeld in Estland, wurde 1653 in Stockholm ebenso wie sein Bruder, der schwedische Rittmeister und Erbherr auf Parmel und Raggafer in Estland, Berend Otto Lieven (* 1625; † 1700), und sein Onkel, der schwedische Kapitän und Erbherr auf Stenhusen und Pargenthal, Jürgen Lieven (* 1580; † 1659), in den schwedischen Freiherrenstand erhoben und bei der Freiherrenklasse der schwedischen Ritterschaft introduziert (Nr. 45).
Der schwedische Generalleutnant und Reichsrat, Freiherr Hans Heinrich von Liewen (* 1664; † 1733), wurde 1719 in den schwedischen Grafenstand erhoben und 1720 bei der Grafenklasse der schwedischen Ritterschaft introduziert (Nr. 67).

## Wappen
Das Stammwappen ist in einem Siegelabdruck aus dem Jahre 1341, die Blasonierung seit 1550 nachgewiesen. Das Wappenschild der Lieven ist dem der Ungern-Sternberg identisch.
Blasonierung: In Rot 3 (2, 1) goldene Lilien, begleitet von 7 (3, 1, 2, 1) goldenen Sternen. Auf dem Helm mit rot-goldenen Decken eine goldene Lilie zwischen einem offenen, rechts goldenen und links roten Flug.

## Angehörige
- Bernhard von Liewen (1651–1703), schwedischer General
- Hans Heinrich von Lieven (1664–1733), schwedischer Graf, Reichsrat und Generalleutnant
- Bernd Wilhelm von Lieven (1685–1771), schwedischer Generalleutnant
- Hans Henrik von Liewen der Jüngere (1704–1781), schwedischer Graf, Reichsrat, Politiker und Generalleutnant
- Johann Christoph von Lieven (1736–1809), russischer Gouverneur von Archangelsk unter Katharina der Großen und Infanteriegeneral unter Paul I.[5]
- Karl von Lieven (1767–1844), russischer General der Infanterie, Minister für Volksaufklärung
- Christoph von Lieven (1774–1839), General der russischen Armee und Diplomat
- Johann von Lieven (1775–1848), russischer Generalleutnant
- Dorothea von Lieven (1785–1857), Ehefrau von Christoph von Lieven und Geliebte von Metternich und Guizot
- Otto von Lieven (1798–1856), russischer Generalmajor[6]
- Wilhelm von Lieven (1799–1880), russischer General der Infanterie
- Alexander Karlowitsch von Lieven (1801–1880), russischer Generalleutnant
- Paul von Lieven (1821–1881), livländischer Landmarschall
- Alexander Alexandrowitsch von Lieven (1860–1914), russischer Admiral
- Anatol Pawlowitsch Lieven (1872–1937), Kommandant einer nach ihm benannten russisch-deutschen Abteilung in Kurland im Jahre 1919
- Alexander Lieven (1919–1988), britischer Journalist und Geheimdienstmitarbeiter
- Dominic Lieven (* 1952), britischer Historiker
- Anatol Lieven (* 1960), britischer Journalist und Politikwissenschaftler
- Alexandra von Lieven (* 1974), deutsche Ägyptologin und Religionswissenschaftlerin